# Nischenkreuz (Deidesheim)
Das Nischenkreuz auf der Gemarkung der pfälzischen Stadt Deidesheim liegt nordöstlich des Ortes an der Landstraße 527 zwischen Niederkirchen bei Deidesheim und Friedelsheim. Es gilt nach dem Denkmalschutzgesetz des Landes Rheinland-Pfalz als Kulturdenkmal.
Das Flurkreuz ist etwa 2,30 Meter hoch und aus rotem Sandstein beschaffen. Wann das Kreuz gefertigt wurde, lässt sich nicht genau sagen, vermutlich wurde es um 1500 aus einer gotischen Grabplatte des 13. Jahrhunderts gefertigt. Dort, wo sich Quer- und Längsbalken des Kreuzes schneiden, ist eine kleine Nische, deren obere Kanten spitz zulaufen. Am Fuß des Kreuzes kann man lesen, was in gotischen Großbuchstaben (Unzialen) auf die frühere Grabplatte eingraviert wurde: „(VI)GILIA BARTHOLOMEI O(BIIT)“ (lateinisch für: Am Vortag von Bartholomäus – das ist der 23. August). Das Sterbejahr sowie der Name des Verstorbenen sind allerdings nicht mehr lesbar.
Erstmals erwähnt wurde das Kreuz im 18. Jahrhundert als hangendes Kreuz. Es wurde auch als Breites Kreuz – da sich der Längsbalken nach oben und unten verbreitert – und als Judenkreuz bezeichnet; dieser Name rührt möglicherweise daher, dass die gotischen Schriftzeichen auf dem Kreuz als hebräische missgedeutet wurden oder von der Niederkircher Sage, dass ein Deidesheimer Bürger einen Juden erschlagen habe und zur Sühne dieses Kreuz habe aufstellen müssen.
Das Kreuz wurde 1970 neu aufgerichtet und das verbreiterte untere Ende des Kreuzes mit einer kleinen Mauer gestützt. Der Deidesheimer Historiker Berthold Schnabel bezeichnete das Steinkreuz in seiner Art als „wohl einmalig“.